# Zarzeckie
Zarzeckie (ukr. Надрічне) – wieś na Ukrainie w rejonie koszyrskim obwodu wołyńskiego.

## Historia
Pod koniec XIX w. wieś w gminie Borowno, w powiecie koszyrskim.